# CCTV-10
CCTV-10(CCTV-10 科教, 중국어: 中国中央电视台科教频道)은 중국중앙텔레비전의 텔레비전 채널 중 하나이다.